# Chosei Funahara

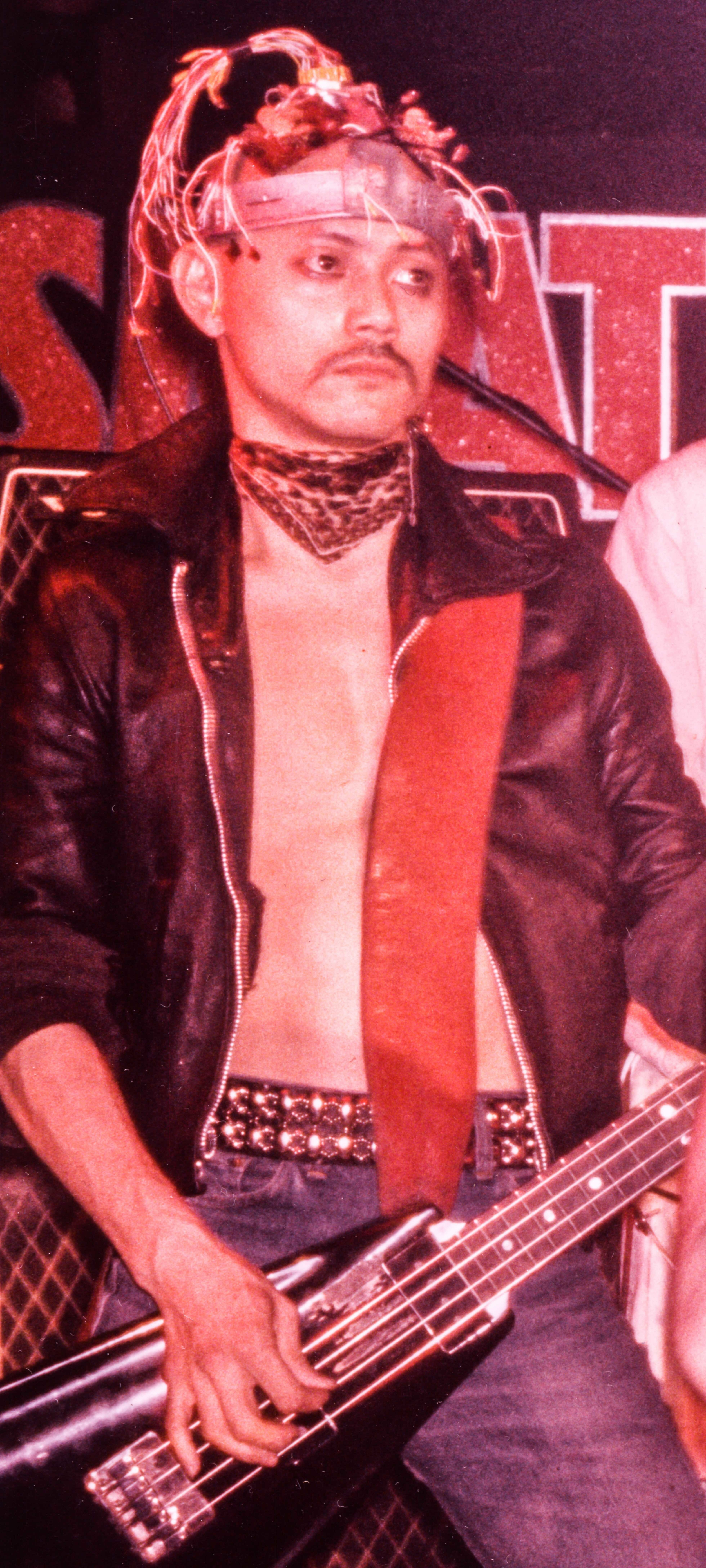

Osao Chosei Funahara (10 de dezembro de 1953) é um músico, produtor ediretor cinematográfico. Nascido em Hyogo no Japão, Chosei Funahara foi educado também nos Estados Unidos.
Ele ganhou o seu bacharel de Belas artes na Nihon University, uma faculdade de cinema localizada em Tókio.
No período que se cursava a NYU Graduate School of Arts and Science, em Nova York, Chosei Funahara foi baixista do Plasmatics, uma banda estadunidense de punk rock.

## Filmografia

### Produtor
- Cagney Lies (2008)
- Still Normal (2007)
- Masabumi Kikuchi (pós-produção)
- Dark Voices (2001) (co-produtor)
- Tokyo Decadence (1992) (produtor)
- In the Soup (1992) (co-produtor executivo)
- Fatal Mission (1990) (produtor)
- Raffles Hotel (1989) (produtor associado)
- Sons (1989) (produtor executivo)

### Créditos em outros filmes
- Dark Voices (2001) (diretor)
- Kyoko (2000) (assessor de produção)
- Amerikanskaya doch (1995) (assessor de produção)
- Somebody to Love (1994) (agradecimento especial)
- Hsi yen (1993) (supervisor de trilha-sonora)

Em adição a essa lista, Chosei Funahara produziu e dirigiu mais de sessenta curta-metragens, documentários e comerciais televisivos no Japão, Estados Unidos e Europa.

### Curta-metragens
- War (1999)
- Widget (1999), dirigido por Funahara e produzido por Hal Hartley
- Trouble (1994), dirigido por Richard Edson
- DEADEND (1994), dirigido por Miron Zownir
- New York City Marathon (1986), escrito por Ryu Murakami
- The Houseguest (1986), estrelando John Cale e Zoe Lund

### Video-clipe
- I am Siam (1984) dirigido por Funahara, vencedor do "American Video Award".